# Tolne Skov

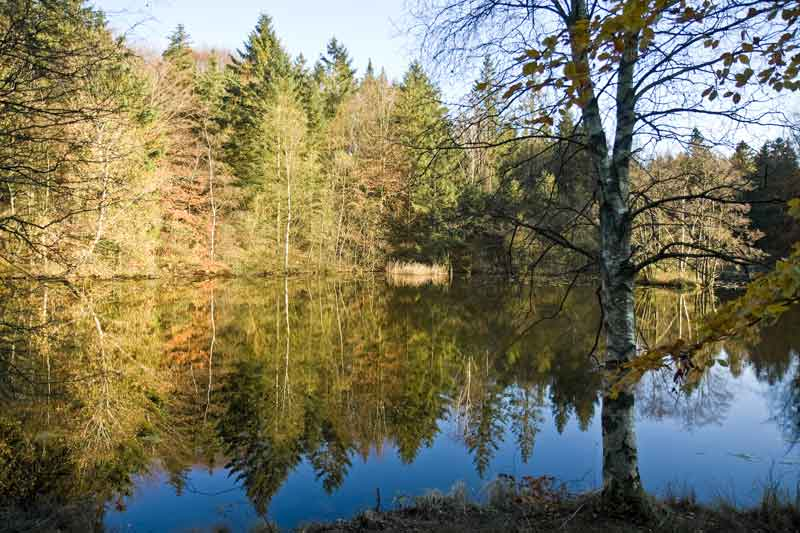
Sjö i Tolne Skov

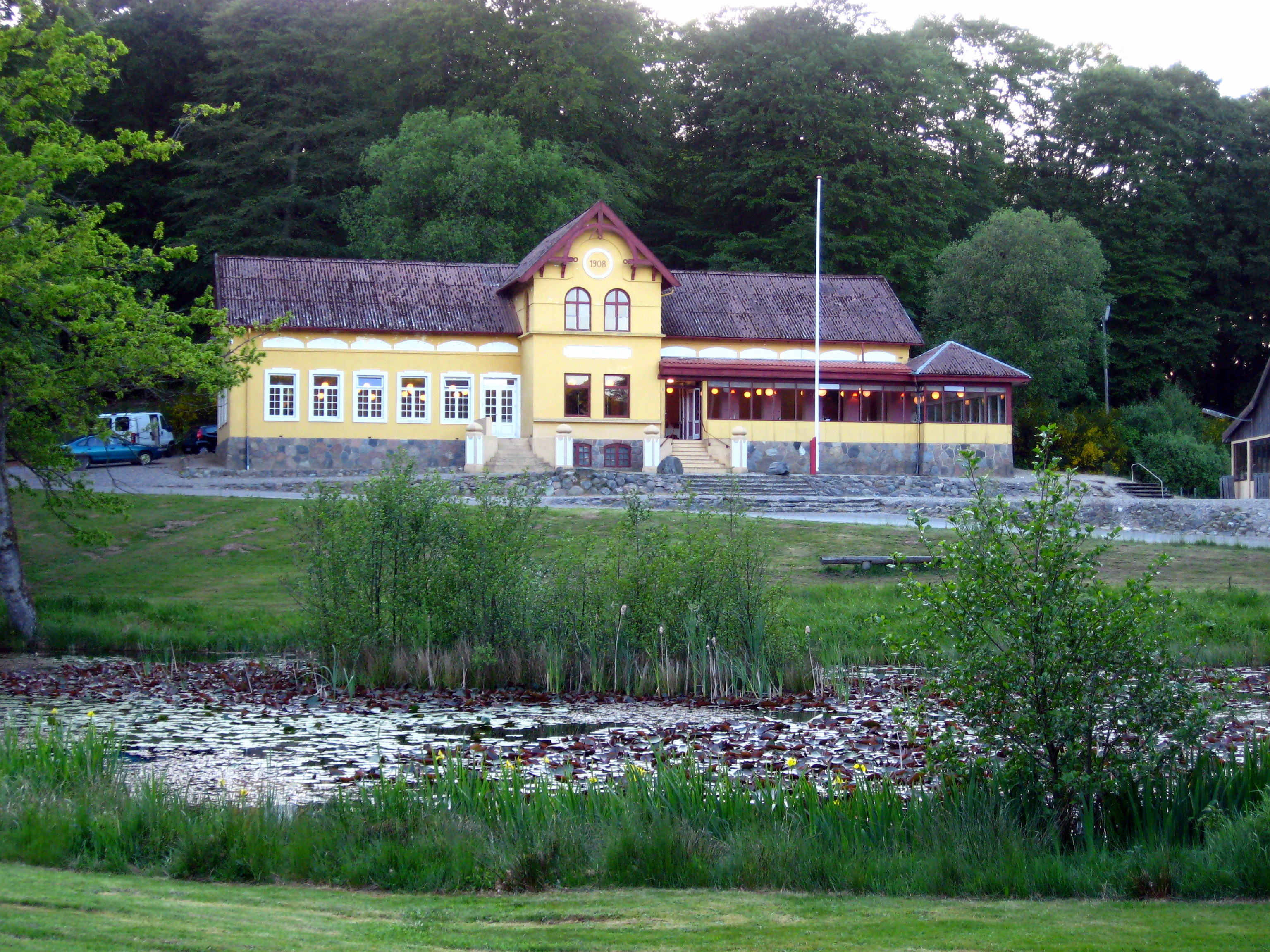
Tolne Skovpavillon

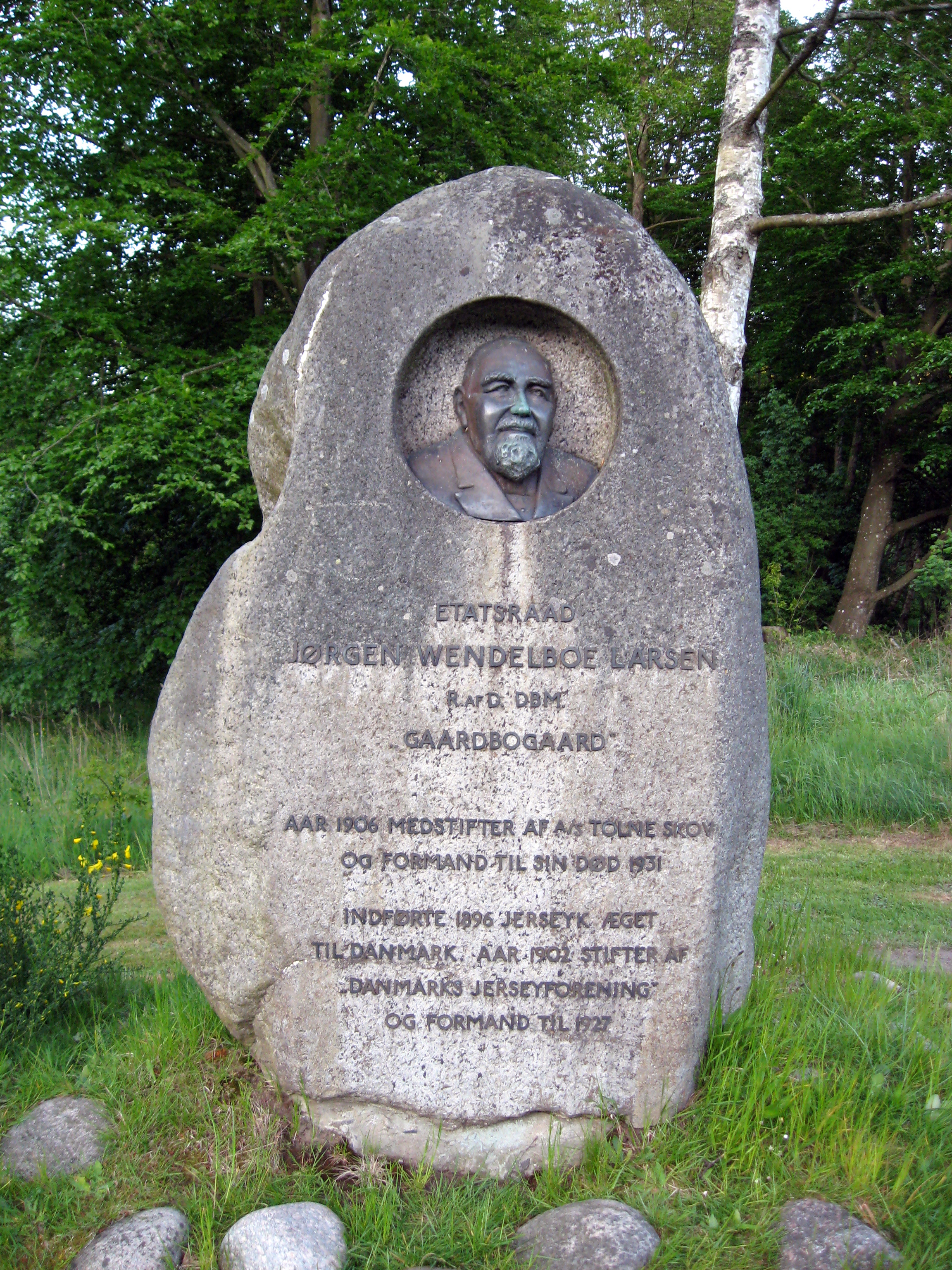
Minnessten över Jørgen Wendelboe Larsen

Tolne skov är ett naturskyddat område på norra Jylland i Danmark. Det ligger i ett backigt moränområde omedelbart öster om Tolne i Vendsyssel i Hjørrings kommun. Järnvägen Frederikshavn – Hjørring går genom skogen. Skogen innehåller partier av gamla bokar.
Tolne Skov ägs av Plantningsselskabet Tolne Skov A/S. Området är på 665 hektar, varav 500 hektar är produktionsskog och 165 fredad naturskog. Det har vuxit lövträd i området sedan urminnes tider, men den skogen var nästan försvunnen i början av 1800-talet. På 1880-talet planterades barrträd på vissa arealer, som tidigare varit ljunghed.
Söder om Dvergetvedvej ligger det fredade Bålhøje, som omfattar fyra bronsåldershögar. Det har använts som plats för varningseldar i orostider.

## Historik
Det öppna området vid Tolne Skovpavillon i norra delen av skogen har använts som samlingplats i Vendsyssel sedan sekelskiftet 1800/1900. I början av 1900-talet anställdes en skogvaktare av den lokala bondeföreningen för att främja plantering på hedarna. En egendom köptes in av det då instiftade Plantningsselskabet Tolne Skov 1906. En av initiativtagarna var entreprenören 
Jørgen Wendelboe Larsen, ägare till herrgården Gårdbogård väster om Ålbæk. 
Tolne Skovpavillon ritades av Vejby Christensen (1869–1954) och uppfördes 1907–1908 som restaurang och danslokal. Den renoverades på 00-talet och drivs av Tolne og Omegns Borgerforening. I skogen fanns också tidigare ett utsiktstorn från 1929, ritat av Charles Jensen (1882–1939). Det revs 1958–1960 och idag finns bara fundamentet kvar. 
Tolne Bakker på 14 hektar i den södra delen av skogen, blev naturskyddat 1932, Bålhøje 1953 och Bruuns Bakke norr om Tolne Skov 1962. Den norra delen av skogen, omkring 166 hektar, blev naturskyddad 2000.